# Erika-Mann-Grundschule
Die Erika-Mann-Grundschule ist ein denkmalgeschütztes Schulgebäude in der Utrechter Straße 25–27 und Malplaquetstraße 29–31 im Berliner Ortsteil Wedding. Das ungewöhnlich geschnittene Grundstück wurde von der Stadt Berlin zur Errichtung der 273. und 291. Gemeindeschule erworben. Die Straßenecke war bereits mit einem Mietshaus bebaut. Deswegen ließ Stadtbaurat Ludwig Hoffmann 1914–1916 zwei getrennte Gebäude errichten, die den Blockrand fortsetzten und im Innern einen Schulhof bildeten. Im Schuljahr 2020/21 wurden in der Schule 629 Kinder unterrichtet.
Die Schule ist nach der  Schauspielerin, Kabarettistin, Schriftstellerin und Lektorin Erika Mann (1905–1969) benannt.

## Architektur
Zur Utrechter Straße wendet sich eine symmetrische Straßenfassade mit hervortretendem Mitteltrakt, der von kolossalen ionischen Pilastern betont wird. Der mittlere  Bauteil enthält zwei übereinanderliegende Turnhallen. In den Seitenbereichen waren früher Lehrerwohnungen, eine Volksbibliothek und ein städtisches Armenamt untergebracht. Zur Malplaquetstraße schließt sich der Klassentrakt an, der durch einen nach innen gerichteten Seitenflügel ergänzt wird. Der viergeschossige Klassentrakt entspricht in seiner räumlichen Anordnung der damals üblichen Typologie: vom Flur gehen die Klassenräume zu einer Seite ab. Um die Kinder auf das Schulleben einzustimmen, ließ Ludwig Hoffmann Sandsteinreliefs anbringen: über den Eingängen sind Bären, die Wappentiere Berlins, und im Hof Putten zu sehen, die mit Büchern, einer Rechentafel und Pflanzen spielen.

## Umbau
Ab 2003 wurde das denkmalgeschützte Gebäude einer umfassenden Erneuerung unterzogen. Im ersten Bauabschnitt wurden die Flurbereiche zu vielseitig nutzbaren Aufenthaltsbereichen umgestaltet. Die neuen Sitz- und Garderobenelemente aus unterschiedlichsten nicht brennbaren Materialien tauchen jedes Geschoss in eine andere Atmosphäre und schaffen gleichzeitig Raum für differenzierten Unterricht in kleinen Gruppen. In der zweiten Umbauphase 2006/2007 wurde das Gebäude für den Ganztagsbetrieb ausgebaut. Verschiedene Flure und Klassenräume wurden zu Freizeitlandschaften umgestaltet, die sich dem Lernrhythmus der Kinder anpassen und auf deren Entwicklung eingehen, etwa durch nicht normgerechten Sitzmodule, die Kindern die Chance bieten, eine individuelle Körperhaltung zu finden.